# Chuồn chuồn tràm
Chuồn chuồn tràm (danh pháp hai phần: Aethriamanta aethra là một loài chuồn chuồn ngô thuộc họ Libellulidae. Nó được tìm thấy ở Thái Lan, Singapore, Malaysia. Loài này đã được phát hiện tại vườn quốc gia U Minh Thượng, tỉnh Kiên Giang, Việt Nam vào tháng 4 năm 2011.
Kiểu màu sắc của con đực và con cái khác nhau. Con đực trưởng thành có màu tím than xen kẽ với màu đen, còn con cái có màu vàng rơm với các mảng đen mặt lưng, các đốt bụng. Con đực chưa trưởng thành có màu vàng nhạt trước khi chuyển thành dạng tím than sẫm. 